# Alouatta guariba guariba
El carayá colorado norteño, (Alouatta guariba guariba) también llamado comúnmente guariba del norte, carayá pardo del norte, o carayá marrón del norte, es una de las subespecies en que se divide la especie Alouatta guariba, un tipo de platirrino perteneciente a la familia Atelidae.

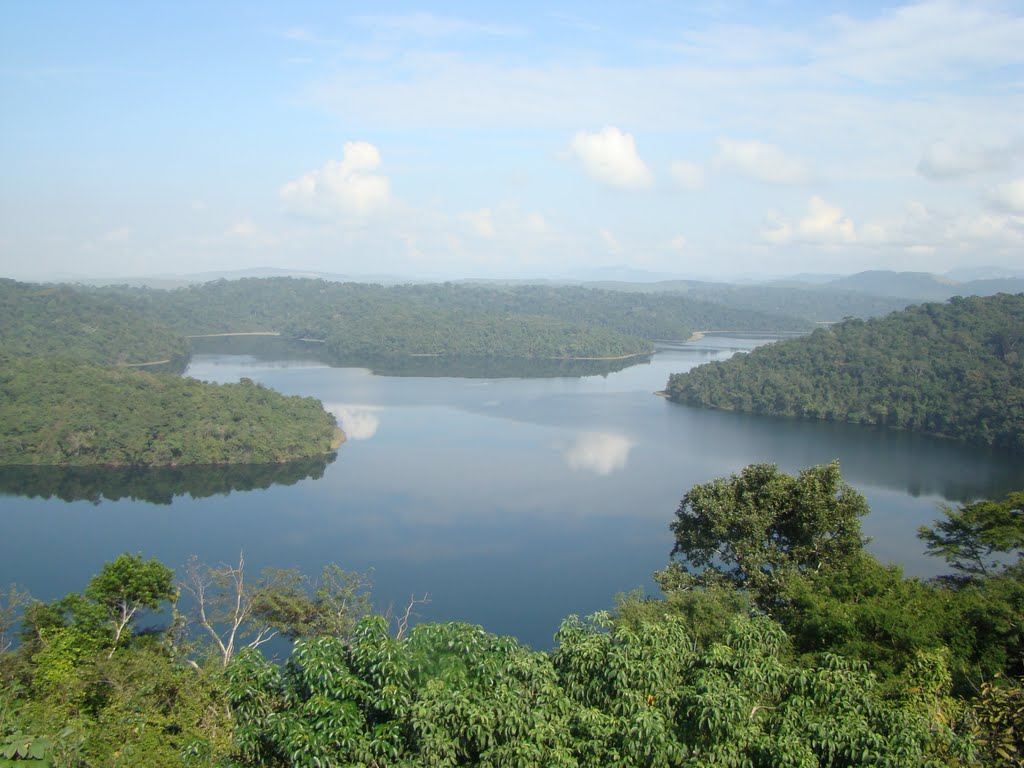
Selva Atlántica rodeando el lago Dom Helvécio, en el parque estadual do Rio Doce, Minas Gerais; el hábitat de este taxón.

Esta subespecie habita en selvas y bosques húmedos, del este de América del Sur. Vive en grupos de 2 a 11 individuos.

## Distribución y hábitat
Es un taxón endémico del este del Brasil. Se extiende por la selva atlántica de la costa brasileña de los estados de Bahía, Espírito Santo, Minas Gerais, y Río de Janeiro.
- En Bahía habita en las localidades de Río Mucuri, Una, Belmonte, Porto Seguro, e Ilhéus.[2]
- En Espírito Santo se distribuye por todo el estado.
- En Minas Gerais habita en localidades próximas al río Jequitinhonha, al noroeste del estado.[3]
- En Río de Janeiro, sólo fue registrada en una única localidad: Teresópolis.

## Características
Dicromatismo sexual ausente. En ambos sexos, los ejemplares adultos poseen el pelaje de coloración castaño-oscuro a negruzco con los pelos del sector medio del dorso con la punta amarilla, dándole un matiz ligeramente dorado. Región lumbar amarilla a anaranjada. El sector de la papada desarrolla una coloración negra la que pasa al amarillo o con mayor frecuencia al rojizo en los laterales del cuello, y detrás y en la periferia de la oreja, dándole un aspecto brillante. La cabeza posee el pelaje corto, de color castaño-rojizo a dorado.

## Taxonomía
Este taxón fue descrito originalmente por Alexander von Humboldt en el año 1812. La localidad tipo original es simplemente: «Brasil». Ángel Cabrera Latorre la acotó a: «río Paraguassú, estado de Bahía, Brasil», sin adjuntar argumentación y sin señalar un ejemplar de referencia (holotipo, o lectotipo) por lo que podría no ser válida según algunos autores.  
Constituye el taxón más septentrional de los dos que integran una especie de geonemia mayor. Ambos taxones subespecíficos se mantuvieron en esa condición por largo tiempo, hasta que fueron elevados al nivel de especies plenas, pero esta opción aún no ha sido aceptada por la comunidad científica.